# ピース/この道を行こう/ナイショデオネガイシマス
「ピース/この道を行こう/ナイショデオネガイシマス」（ピース/このみちをいこう/ナイショデオネガイシマス）は、RIP SLYMEの21枚目のトリプルA面シングル。2015年4月29日にunBORDE（Warner Music Japan）より発売された。

## 概要
RIP SLYME初のトリプルA面シングル。前作「SLY」から1年4ヶ月ぶりのリリースとなった。5555枚の完全生産限定盤はグッズ「ポーチにもなる！どでかリップくん」付きで、初回プレスにはステッカー付き。ボーナストラックには4曲の「真夏のRemix Collection」を収録している。

## 収録曲
1. ピース [3:31]
(作詞：RYO-Z, ILMARI, PES, SU / 作曲：DJ FUMIYA / Horn Arrangement：河野伸)
  - けん玉協会 40周年応援記念ソング。2015年4月15日にiTunesで先行配信された[3]。DJ FUMIYAは「音のイメージはノーザンソウル。ずっと同じコードが続いていって、コーラスが入ってきて急にバンと開ける、みたいな構成を考えていた」[4]。
2. この道を行こう [4:14]
(作詞：RYO-Z, ILMARI, PES, SU / 作曲：DJ FUMIYA)
  - メルセデス・ベンツ「The New B-Class」CMソング。2015年1月29日に配信限定でリリースされた[5]。タイアップが決まった際に、クライアントから「あまり言葉を入れないでほしい」というリクエストがあったという。DJ FUMIYAは「音量で抑揚をつけようっていうのがテーマ。シンセにEDM感があるから、ドラムだけ生のEDMみたいな感じもちょっとある」[4]。
3. ナイショデオネガイシマス [3:26]
(作詞・作曲：RIP SLYME, Seann Bowe, Laura Raia, Jake Stanczack, Brian Tyler)
  - 映画「ミュータント・タートルズ」日本語版テーマソング。同年に発売されたアルバム「10」には唯一収録されていない。
4. 楽園ベイベー -STUDIO APARTMENT Remix- (Bonus Track～真夏のRemix Collection) [6:43]
(作詞：RYO-Z, ILMARI, PES, SU / 作曲：DJ FUMIYA)
  - Studio Apartmentによるリミックス。
5. 熱帯夜 -Yasutaka Nakata(CAPSULE) Remix- (Bonus Track～真夏のRemix Collection) [3:58]
(作詞：RYO-Z, ILMARI, PES, SU / 作曲：DJ FUMIYA)
  - 中田ヤスタカによるリミックス。
6. JOINT (SONPUB Remix) (Bonus Track～真夏のRemix Collection) [5:08]
(作詞：RYO-Z, ILMARI, PES, SU / 作曲：DJ FUMIYA)
  - SONPUBによるリミックス。
7. JUNGLE FEVER (HABANERO POSSE Remix) (Bonus Track～真夏のRemix Collection) [4:10]
(作詞：RYO-Z, ILMARI, PES, SU / 作曲：DJ FUMIYA)
  - HABANERO POSSEによるリミックス。2014年12月10日にHABANERO POSSEがリリースしたアルバム「Wickedpedia」に収録されている[6]。